# Abadía de Saint-Gilles
La abadía de Saint-Gilles está situada en el centro de la población  francesa que lleva también el nombre de Saint-Gilles (Gard), (Languedoc-Rosellón). Está dedicada a San Gil, su fundador y primer abad. Este sitio ha sido declarado Patrimonio de la Humanidad por la Unesco en 1998, dentro del conjunto de monumentos que forman parte del Camino de Santiago, en Francia con el código 868-034.

## Historia

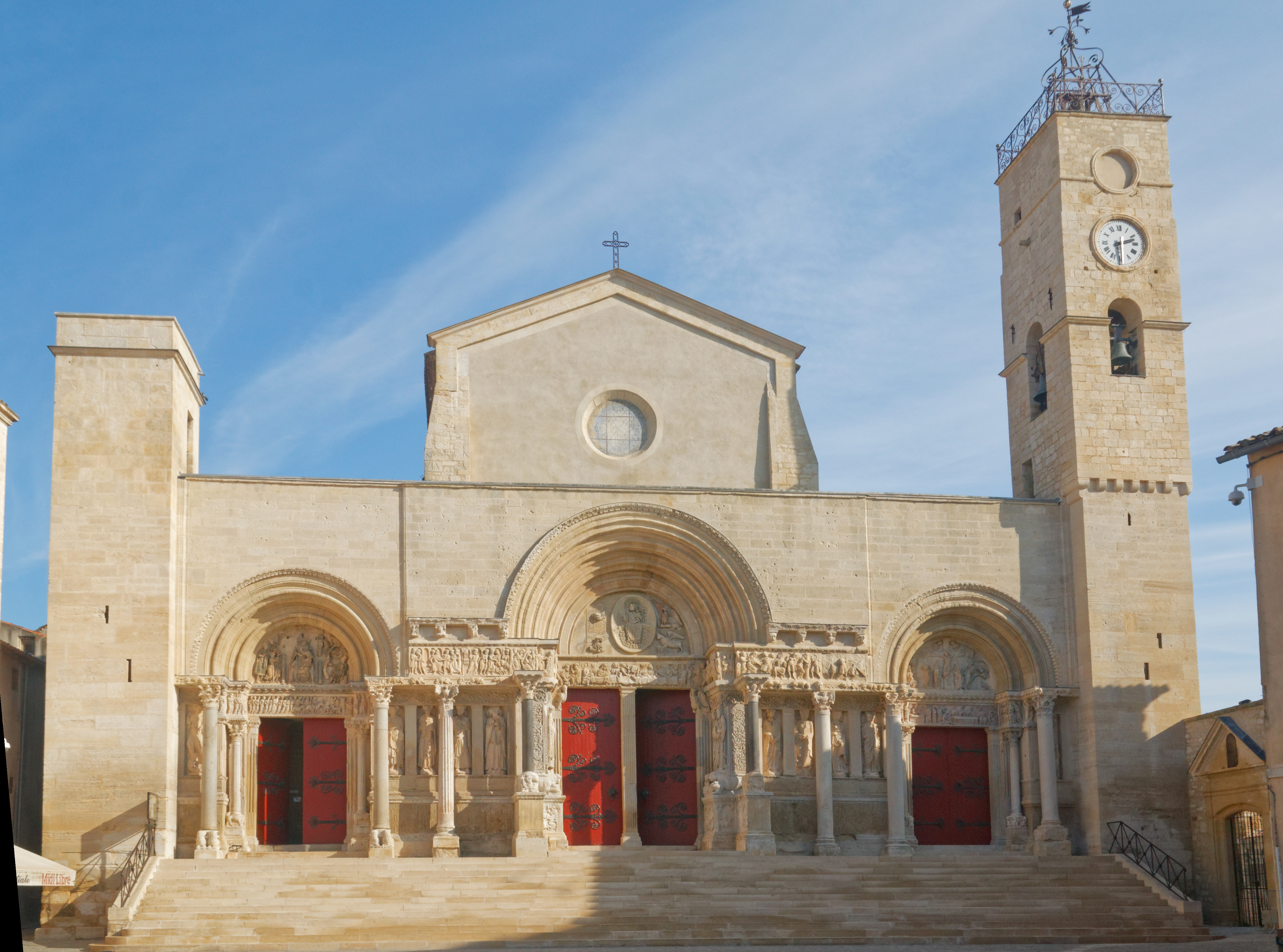
Vista de la fachada de la abacial

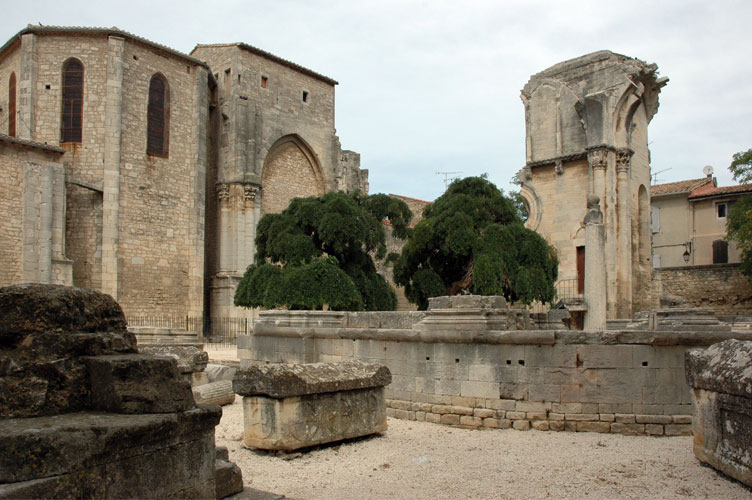
Ruinas de la cabecera de la iglesia.

La historia, o más bien la leyenda de este lugar comienza cuando san Gil lo elige para retirarse para practicar el eremitismo. Esta leyenda dice que el santo fue herido por una flecha lanzada por el rey visigodo Wamba mientras estaba cazando. Como compensación por el incidente, el rey le entregó unas tierras con el fin de que pudiera fundar la abadía. Este episodio habría que situarlo en el siglo VII. Inicialmente el establecimiento estaba dedicado a san Pedro y san Pablo.
Probablemente la abadía de San Pedro y San Pablo fue fundada en el siglo VII, a mediados del siglo IX el patronazgo se cambió por el de San Gil, el santo local, que era enterrado en la misma iglesia. Este cambio supuso un aumento considerable de los fieles devotos del santo. Muy probablemente fue en esta época que se fue tejiendo la leyenda del santo.
Gracias a todo ello, la comunidad consiguió de la Santa Sede el privilegio de la exención, es decir, que dependía directamente de los papas. Sin embargo, la abadía no salió de la mediocridad. En 1066 se intentó vincularla a  Cluny, pero la oposición de los mismos monjes no lo permitió hasta el 1077, cuando Gregorio VII aprobó la unión, pero conservando el privilegio de elegir a sus abades.
La afluencia de peregrinos, el vínculo con Cluny y las donaciones de los señores permitieron que se empezara a levantar una nueva iglesia. El papa Urbano II consagró un altar el 1096, cuando la iglesia aún estaba en plena construcción.
Un conflicto entre la comunidad y los condes de Toulousse que querían recuperar el poder sobre la abadía interrumpió las obras, que no se reanudaron hasta el 1116, aprovechando los muros que se habían levantado en el siglo anterior pero variando la concepción del edificio: ahora dejarían una gran cripta en la parte inferior y, encima, levantarían un gran edificio, de 98 m de longitud.

Portico Izquierdo

Esta obra quedaría interrumpida de nuevo entre 1120 y 1132. En esta última fecha se reanuda la construcción, coincidiendo con una época de apogeo en cuanto a la llegada de peregrinos y la consecuente pujanza económica. La abadía es el escenario de la muerte del hereje Pierre de Bruyant, que fue quemado ante la iglesia en 1136. En 1154 el papa otorga indulgencias a los visitantes, lo que incrementa aún más la afluencia de los devotos.

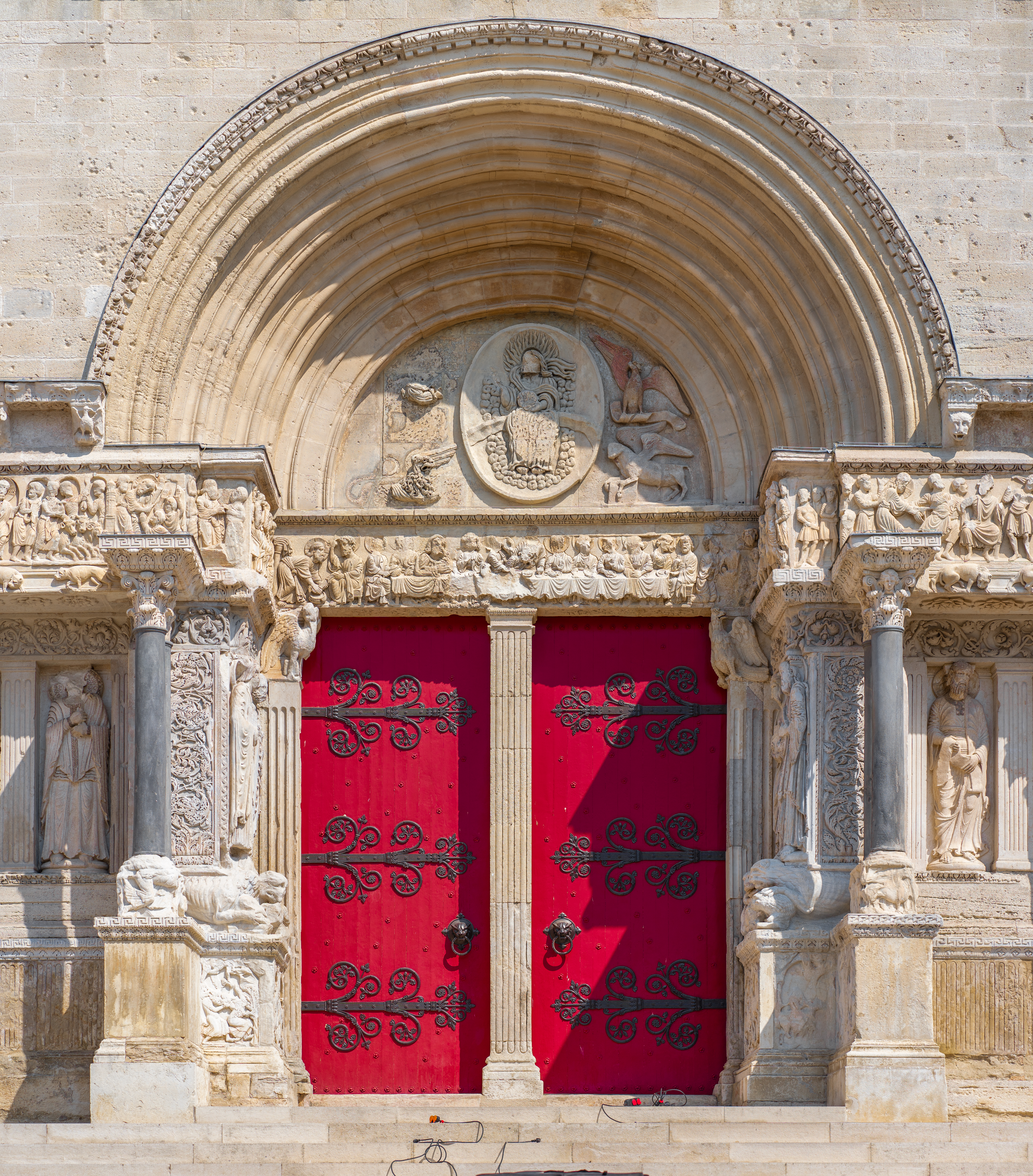

Tras una nueva interrupción motivada por la inestabilidad política y religiosa se inicia un tercer periodo constructivo, entre 1185 y 1209. El edificio queda, sin embargo, inacabado. En 1226 el establecimiento religioso queda sometido a la monarquía, el mismo San Luis lo visita en dos ocasiones. El papa Clemente IV, originario de Saint-Gilles, promociona las donaciones a favor de la construcción de la iglesia.
De todos modos, las dificultades económicas no permitieron terminar la construcción hasta el siglo XIV, aunque en los siglos siguientes se fue completando la obra.
En 1538 la abadía quedó secularizada y pasó a acoger una colegiata. En el mismo siglo los protestantes la incendian y queda en ruinas. La iglesia es transformada en fortaleza hasta que en 1622 se ordena su total destrucción. Esto no llega a cumplirse por la intervención de las tropas que detienen la destrucción, aunque se pierde la cabecera y buena parte de las naves. Seguidamente se inicia su reconstrucción, pero con unas dimensiones más cortas. La cripta se mantiene y la nave se recorta en su cabecera. La fachada románica es restaurada. Durante la Revolución se acaba de derribar lo que quedaba de la antigua cabecera.

## Las construcciones

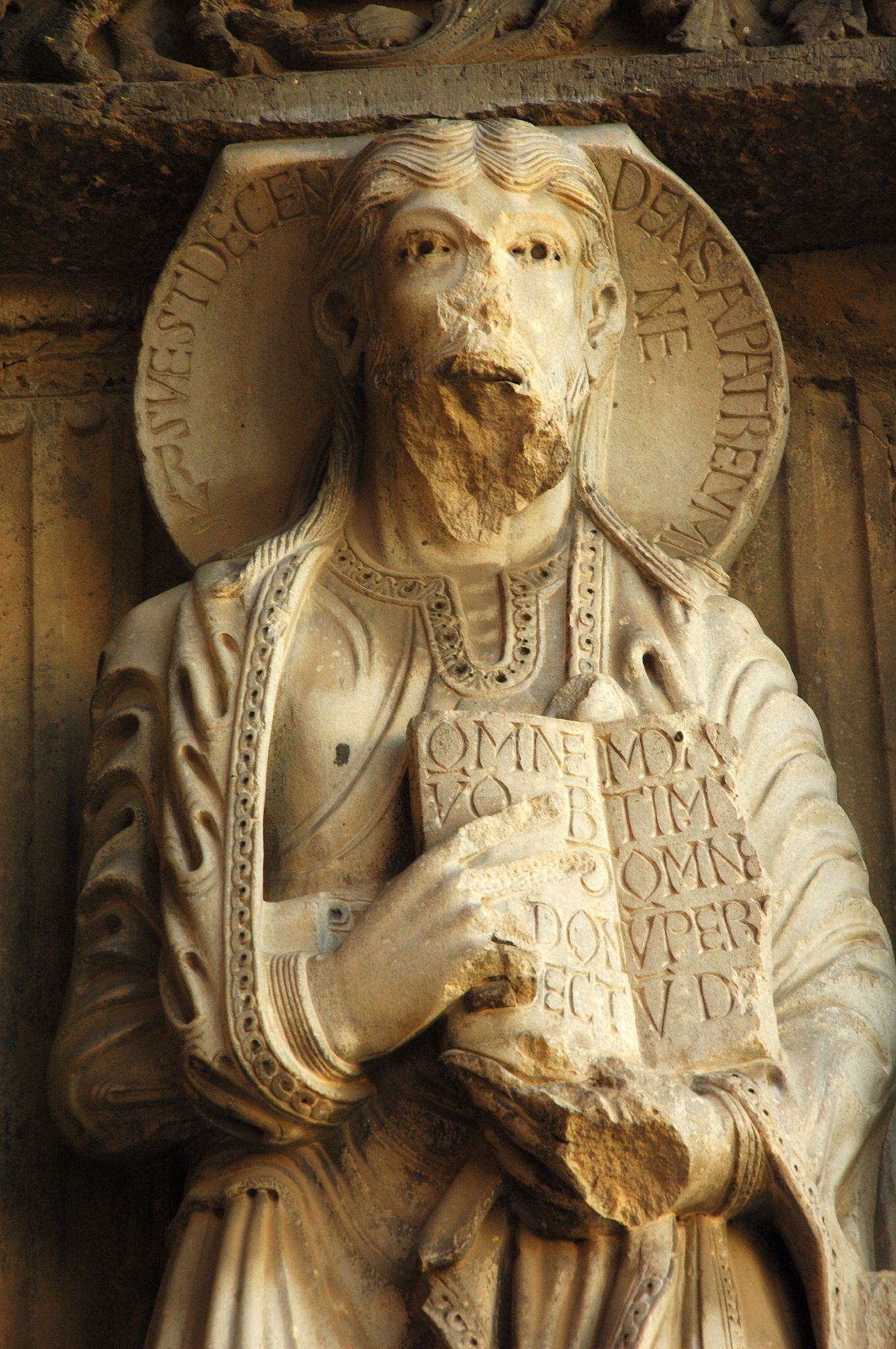
Santiago el Mayor.

Se conserva la iglesia de la antigua abadía, restaurada tras los destrozos que se hicieron a partir del siglo XVII. Es una iglesia de tres naves con bóvedas de arista, separadas por columnas. La nave central es más alta que las laterales.

### La fachada
Es la parte más interesante de la iglesia, una magnífica obra de época románica con fuertes influencia romana, que se explican por la proximidad de lugares con importantes restos de aquella época (Arlés, Orange, Saint-Rémy-de-Provence). Su datación ha sido siempre muy discutida y desde la primera mitad del siglo XII, hasta principios del siglo XIII. Por otra parte se distingue diversas autorías en cuanto a los artistas que trabajaron en ella.
La decoración de la fachada está formada por tres portadas, la central más grande que las laterales. El portal de la izquierda presenta una Adoración de los Magos en el tímpano y la 'Entrada en Jerusalén en el dintel. El portal central tiene representado un Cristo en Majestad en el tímpano, en el friso inferior, que se extiende por los muros laterales, entre las puertas, se encuentran varias escenas relativas a la Pasión. El portal de la derecha tiene una Crucifixión en el tímpano, y debajo diversas escenas relativas a episodios posteriores a la Resurrección de Cristo (Noli me tangere, Santas mujeres en el sepulcro, Aparición a los apóstoles).
Entre las tres puertas se sitúan una serie de columnas recuperadas de época romana, y entre ellas varias figuras de grandes dimensiones: San Miguel, los doce apóstoles y la Lucha de ángeles y demonios. En la parte inferior, junto la tierra, hay personajes del Antiguo Testamento, además de escenas no religiosas.

### La cripta

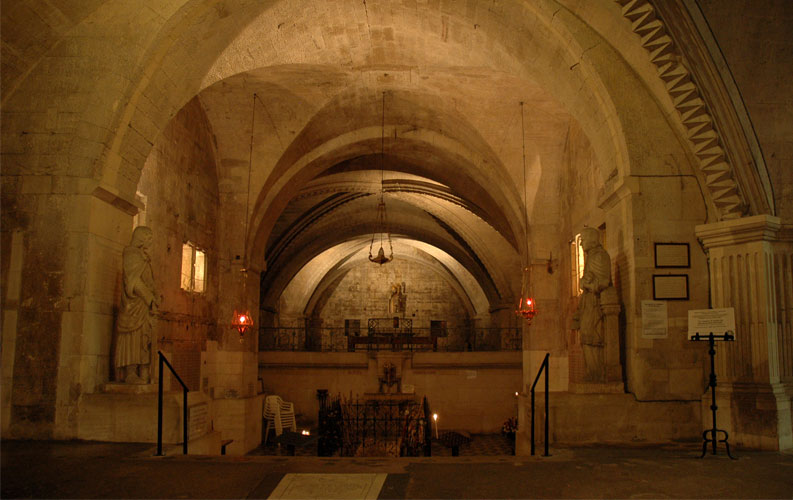
La cripta.

La cripta es de grandes dimensiones, ocupa toda la nave, desde la fachada hasta la cabecera. En el centro de la misma se encuentra la tumba de san Gil, antiguo centro de devoción. En el siglo XVI la arqueta con las reliquias del santo fueron trasladados a la Basílica de San Sernín. Aquí solo se conservan algunos fragmentos.

### Otros elementos
Detrás de la iglesia se conservan los restos de la antigua cabecera, entre ellas un muro que contiene en su interior una interesante escalera de caracol. Hay también restos escasos de otras dependencias del antiguo monasterio.